# Kościół Ewangelicko-Luterański w Afryce Południowej
Kościół Ewangelicko-Luterański w Afryce Południowej (afr. Evangelies-Lutherse Kerk in Suider-Afrika, ang. Evangelical Lutheran Church in Southern Africa) – największy kościół luterański w południowej Afryce. Ma 580 tys. wiernych, zrzeszonych w 1612 zborach podzielonych między siedem diecezji na terenie Republiki Południowej Afryki, Botswany i Suazi.
Kościół jest członkiem Światowej Federacji Luterańskiej.